# Kowalewo Pomorskie
Kowalewo Pomorskie är en stad i Kujavien-Pommerns vojvodskap i Polen. Staden har en yta på 4,45 km2, och den hade 4 266 invånare år 2014.